# هانو سیتونن
هانو سیتونن (فنلاندی: Hannu Siitonen؛ زادهٔ ۱۸ مارس ۱۹۴۹) پرتاب‌گر نیزه اهل فنلاند بود.